# Ricco Groß
Ricco Groß (n. 22 august 1970, Bad Schlema, Republica Democrată Germană, Germania) este un biatlonist ce a reprezentat Germania, medaliat olimpic. A participat la 5 ediții ale Jocurilor Olimpice (1992, 1994, 1998, 2002, 2006) în care a câștigat 4 medalii de aur, 3 medalii de argint și o medalie de bronz.